# Abrocoma budini
Abrocoma budini là một loài động vật có vú trong họ Abrocomidae, bộ Gặm nhấm. Loài này được Thomas mô tả năm 1920.

## Phân bố và phân loại
Loài này chỉ được tìm thấy ở Argentina, việc phân loại loài này từng dựa vào một tiêu bản duy nhất. Năm 2002, Braun và Mares ở Đại học Oklahoma đã xem xét tiêu bản và xác nhận nó là một loài riêng biệt. Tên loài được đặt theo tên Emilio Budin, một nhà thu thập tiêu bản làm việc cùng với Oldfield Thomas.